# Raimondas
Raimondas est un prénom masculin lituanien apparenté au prénom Raymond et pouvant désigner :

## Prénom
- Raimondas Rumšas (né en 1972), coureur cycliste lituanien
- Raimondas Rumšas (fils) (né en 1994), coureur cycliste lituanien
- Raimondas Šiugždinis (en) (né en 1967), compétiteur de voile lituanien
- Raimondas Šukys (en) (né en 1966), homme politique lituanien
- Raimondas Vainoras (en) (né en 1965), joueur lituanien de football
- Raimondas Vilčinskas (né en 1977), coureur cycliste lituanien
- Raimondas Vilėniškis (en) (né en 1976), joueur lituanien de football
- Raimondas Žutautas (né en 1972), joueur lituanien de football

## Référence
1. ↑  (en) Raimondas - behindthename.com